# Орвістон (Пенсільванія)
Орвістон (англ. Orviston) — переписна місцевість (CDP) в США, в окрузі Сентр штату Пенсільванія. Населення — 64 особи (2020).

## Географія
Орвістон розташований за координатами 41°6′26″ пн. ш. 77°45′12″ зх. д. / 41.10722° пн. ш. 77.75333° зх. д. (41.107341, -77.753355).  За даними Бюро перепису населення США в 2010 році переписна місцевість мала площу 0,28 км², уся площа — суходіл.

## Демографія
Згідно з переписом 2010 року, у переписній місцевості мешкало 95 осіб у 39 домогосподарствах у складі 27 родин. Густота населення становила 342 особи/км².  Було 81 помешкання (292/км²).
Расовий склад населення:
| - 96,8 % — білих - 2,1 % — корінних американців |

До двох чи більше рас належало 1,1 %. Частка іспаномовних становила 1,1 % від усіх жителів.
За віковим діапазоном населення розподілялося таким чином: 17,9 % — особи молодші 18 років, 54,7 % — особи у віці 18—64 років, 27,4 % — особи у віці 65 років та старші. Медіана віку мешканця становила 46,8 року. На 100 осіб жіночої статі у переписній місцевості припадало 106,5 чоловіків;  на 100 жінок у віці від 18 років та старших — 116,7 чоловіків також старших 18 років.
За межею бідності перебувало 16,9 % осіб, у тому числі 50,0 % дітей у віці до 18 років та 0,0 % осіб у віці 65 років та старших.
Цивільне працевлаштоване населення становило 38 осіб. Основні галузі зайнятості: мистецтво, розваги та відпочинок — 34,2 %, публічна адміністрація — 23,7 %, освіта, охорона здоров'я та соціальна допомога — 15,8 %, виробництво — 10,5 %.